# Verrallia helvetica
Verrallia helvetica is een vliegensoort uit de familie van de oogkopvliegen (Pipunculidae). De wetenschappelijke naam van de soort is voor het eerst geldig gepubliceerd in 1992 door Kuznetzov.